# Deutscher Psychologie-Preis
Der Deutsche Psychologie-Preis ist eine Auszeichnung für wissenschaftlich tätige Psychologen im deutschsprachigen Raum. Die Deutsche Gesellschaft für Psychologie, der Berufsverband Deutscher Psychologinnen und Psychologen, seit 2011 die Bundespsychotherapeutenkammer und seit 2019 das Leibniz-Institut für Psychologie (ZPID) zeichnen mit dem erstmals 1992 verliehenen Preis herausragende wissenschaftliche Leistungen auf dem Gebiet der Psychologie mit hoher praktischer Relevanz aus. Von 1992 bis 2017 war die Christoph-Dornier-Stiftung für Klinische Psychologie Trägerorganisation.
Die mit 10.000 Euro (bis 2008: 5.000 Euro) dotierte Auszeichnung soll außerdem dazu dienen, die wissenschaftliche Leistung der Psychologie stärker in die Öffentlichkeit zu rücken. Der Preis wird alle zwei Jahre (bis 2008: jährlich) in Berlin im Leibnizsaal der Berlin-Brandenburgischen Akademie der Wissenschaft verliehen.
Die Jury besteht aus je einem Vertreter der vier beteiligten Organisationen sowie weiteren externen Mitgliedern.

## Preisträger
- 1992: Dietmar Schulte
- 1993: Lutz von Rosenstiel
- 1994: Paul Baltes
- 1995: Niels Birbaumer
- 1996: Winfried Hacker
- 1997: Dieter Vaitl
- 1998: Dieter Frey
- 1999: Dirk Hellhammer
- 2000: Klaus Fiedler und Max Steller
- 2001: Amélie Mummendey
- 2002: Herta Flor
- 2003: Doris Bischof-Köhler und Norbert Bischof
- 2004: Alexander Thomas
- 2005: Manfred Döpfner
- 2006: Friedrich Lösel
- 2007: Ralf Schwarzer
- 2008: Kurt Hahlweg
- 2011: Gerd Gigerenzer
- 2013: Anke Ehlers
- 2015: Barbara Krahé
- 2017: Heinz Schuler
- 2019: Thomas Elbert
- 2021: Cornelia Betsch
- 2023: Ulrich Wagner
- 2025: Silvia Schneider und Gerhard Reese